# 佳發蛋糕
佳發蛋糕（英語：Jaffa Cakes）是一種由英國食品公司McVitie's發明於1927年的蛋糕狀餅乾，以佳發橘之名命名。通常直徑21⁄8英寸（54），由兩層鬆糕夾一層橘子味果醬并塗上巧克力製成。形狀可大可小，也以棒狀形式出售。
其主要消費區在英國和愛爾蘭，而McVitie's並未註冊商標“Jaffa Cakes”，因此其他生產商和超市也可以使用該名稱。
除去最常見的橘子味，也有青檸、草莓和黑醋栗等各種味道。

## 分類
因為英國政府會向巧克力餅乾而不是巧克力蛋糕徵收附加增值稅（VAT），故McVitie's在1991年於VAT仲裁法庭上辯稱佳發蛋糕屬於蛋糕類而不是餅乾類。謠傳他們還特地生產了特大號佳發蛋糕來用於法庭取證，最終該公司得以勝訴。